# 山口千代作
山口 千代作（やまぐち ちよさく、1848年（嘉永元年2月）- 1906年（明治39年）2月12日）は、明治期の政治家、実業家。衆議院議員。

## 経歴
陸奥国河沼郡森野村（福島県河沼郡尾野本村を経て現耶麻郡西会津町尾野本）で、肝煎（庄屋）の家に生まれ、13歳で父が死去し里正となる。渡部思斎から漢学を学んだ。
1872年（明治5年）森野村戸長に就任。1878年（明治11年）喜多方民権運動「愛身社」の創立発起人となり、1880年（明治13年）第4回愛国社大会には会津から唯一の参加者であった。福島県会議員に選出され、同副議長を経て、1881年（明治14年）に同議長に就任。河野広中らと自由党福島部の創設に尽力し、『福島自由新聞』の創立発起人となる。1882年（明治15年）に県会で三島通庸県令を批判し、会津三方道路工事に反対して宮城控訴院への提訴委員として活動中、福島事件が起こり東京に逃れ国事犯として逮捕されたが、1883年（明治16年）4月に高等法院で無罪となり釈放された。しかし、官吏侮辱罪に問われて欠席裁判で重禁固1年罰金20円の有罪判決を受けて逃亡生活を続けた。3年程を経て帰郷し服役した。
自由党再興のため結成された会津協会の後ろ盾を得て、1890年（明治23年）7月
、第1回衆議院議員総選挙に福島県第四区から立憲自由党所属で出馬して当選したが、その後、吏党の大成会に転じた。第2回、第3回総選挙でも当選し、衆議院議員を連続3期務めた。
1897年（明治30年）5月、尾野本村と若松町に製糸場を開設し、1900年（明治33年）5月、福島県絹織物組合長に就任したが、事業に失敗して多額の借金を抱えて、江差機業会社に招かれて北海道に渡り空知支庁空知郡、後の三笠山村（現三笠市）に居を定めた。1903年（明治36年）4月、北海道庁嘱託として蚕糸事業を担当し、1904年（明治37年）3月、篠路郵便局長に就任した。1905年（明治38年）5月、北海道選出代議士東武らと北洋貿易商会を設立し、翌1906年（明治39年）樺太に渡り事業を起こすことを企てたが脳出血を起こし、同年2月に三笠山村で死去した。